# Derek Roddy

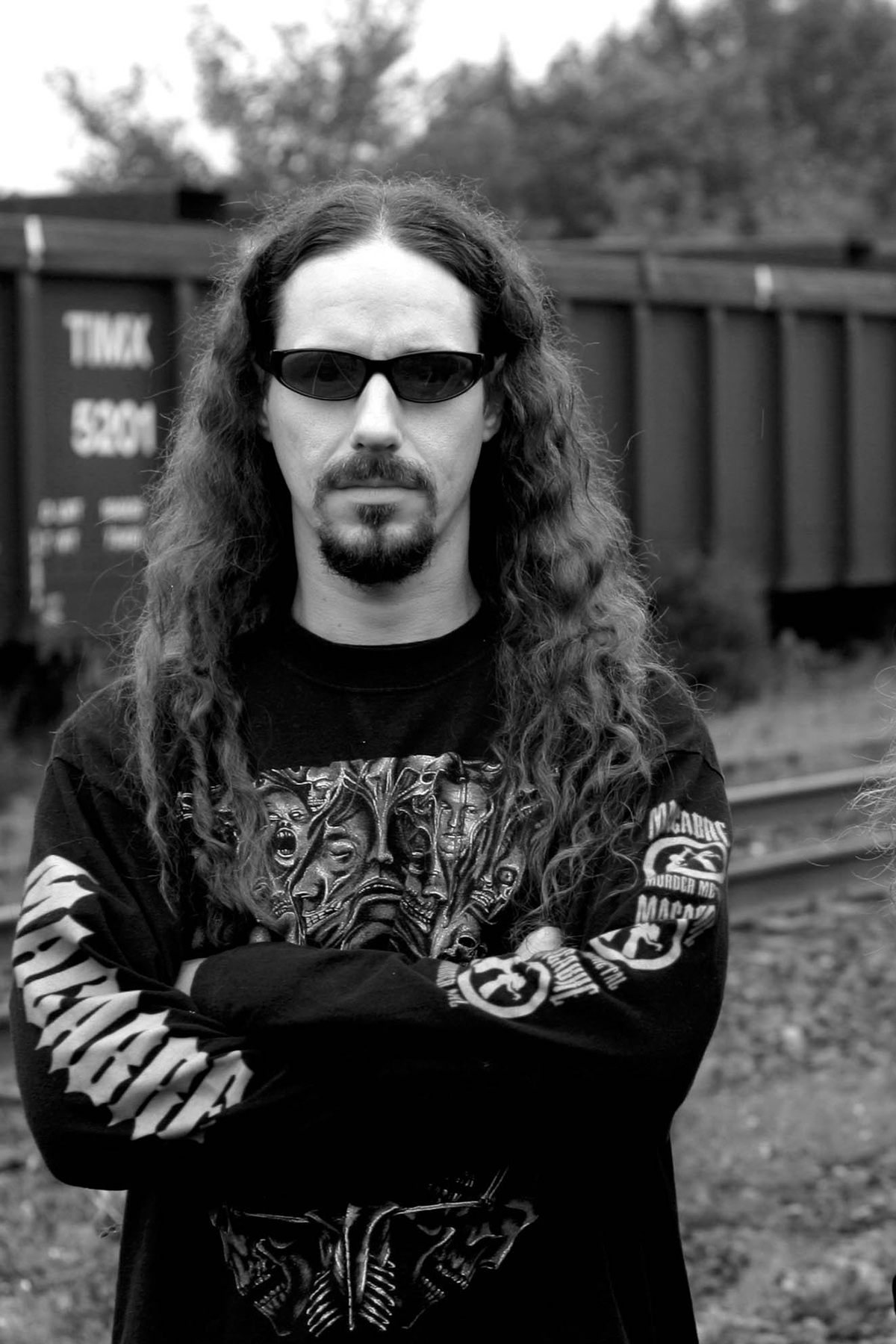
Derek Roddy, 2003

Derek Roddy (* 28. August 1972 in South Carolina) ist ein US-amerikanischer Metal-Schlagzeuger.

## Karriere
Derek Roddy spielte mit mehreren Bands, wie z. B. Hate Eternal, Malevolent Creation, Nile, Divine Empire, Serpents Rise, Aurora Borealis und Council of the Fallen. Er ist für seine äußerst hohe Geschwindigkeit beim Schlagzeug spielen bekannt sowie für seine Vielfalt an Genres, die er spielt. Dazu gehören nicht nur Metal, sondern auch Genres wie Jazz, Blues und Rock.
Bekannt wurde er vor allem als zweiter Schlagzeuger von Hate Eternal, wo er von 2000 bis 2006 spielte, bevor er seinen Austritt verkündete. Er begann anschließend für diverse Firmen bei Werbe- und Geschäftsveranstaltungen die Drumsets vorzuführen. Dazu gehörten unter anderem Meinl Cymbals, Axis Percussion und DW Drums. Er trat auf diversen Festivals auf und veröffentlichte zwei Lehr-DVDs. 2007 spielte er auf dem Album Axis of Eden der US-amerikanischen Hardcore-Metal-Band Today Is the Day. er zerstritt sich mit der Band kurz vor der bestehenden Tour wegen finanzieller Angelegenheiten und verließ die Gruppe daraufhin.
Als einer von sieben Schlagzeugern wurde er im Oktober 2010 von der Band Dream Theater zum Vorspielen geladen, um einen Nachfolger für Mike Portnoy zu finden, der die Band im September 2010 verlassen hat. Auf der Bonus-DVD der 2011 veröffentlichten A Dramatic Turn of Events ist der Film über die Proben und Vorspielen enthalten.
2007 gründete er die Technical-Death-Metal-Band Serpents Rise, mit der er bislang vier eigenproduzierte Alben aufnahm. Dabei handelt es sich um eine Instrumentalband.

## Diskografie

### Mit Aurora Borealis
- 1998: Praise the Archaic Light's Embrace
- 2000: Northern Lights
- 2001: Northern Lights: DieHard Release

### Mit Council of the Fallen
- 1999: Demo
- 2002: Revealing Damnation

### Mit Hate Eternal
- 2002: King of All Kings
- 2005: I, Monarch

### Mit Serpents Rise
- 2010: Same
- 2012: Serpents Rise 2
- 2014: Serpents Rise III
- 2020: Interpersonal Violence

### Weitere Engagements
- 1992: Deboning Method – Demo
- 1993: Deboning Method – Cold Demo
- 1997: Creature – Demo
- 1997: Gothic Outcasts – Sights Unseen
- 1997: Malevolent Creation – in Cold Blood
- 1998: Divine Empire – 98 Demo
- 1998: Divine Empire – Redempption
- 2000: Nile – Black Seeds of Vengeance
- 2002: Pessimist – Slaughtering the Faithful
- 2007: Today Is the Day – Axis of Eden
- 2014: Deboning Method – The Early Years – Reboned
- 2014: Menace – Impact Velocity
- 2018: The Great Die – Oxygeneration
- 2018: Doomskull – Same (EP)
- 2019: Fire for Effect – Artillery Unleashed (EP)